# Seznam naučných stezek v okrese Ostrava-město
Seznam naučných stezek v okrese Ostrava-město zahrnuje naučné stezky, které jsou celé či alespoň svou částí na ploše okresu Ostrava-město v Moravskoslezském kraji.
| Název stezky                                                          | Místo                                                                        | Založeno | Délka (km)   | Počet zastavení | Fotka | Poznámka                                                   |
| --------------------------------------------------------------------- | ---------------------------------------------------------------------------- | -------- | ------------ | --------------- | ----- | ---------------------------------------------------------- |
| Hornická naučná stezka Landek (jižní větev)                           | Ostrava (Petřkovice, Koblov)                                                 |          |              |                 |       | Nahradila ji Naučná stezka Národní přírodní památka Landek |
| Hornická naučná stezka Landek (severní větev)                         | Ostrava (Petřkovice, Koblov)                                                 |          |              |                 |       | Nahradila ji Naučná stezka Národní přírodní památka Landek |
| Naučná stezka Cesta vody                                              | Ostrava (Stará Bělá, Ostrava-Jih)                                            | 2023     | 0,5          | 12              |       |                                                            |
| Naučná stezka Gymnázia Hladnov                                        |                                                                              | 2014     |              |                 |       |                                                            |
| Naučná stezka Hájeckými chodníčky                                     | Háj ve Slezsku a okolí                                                       | 1998     | 9            | 6               |       |                                                            |
| Naučná stezka Halda Petr Cingr                                        | Ostrava (Slezská Ostrava, Michálkovice)                                      | 2020     | 1            |                 |       |                                                            |
| Naučná stezka Heřmanický rybník                                       | Slezská Ostrava a Vrbice (okres Karviná)                                     | 2012     | 3            | 5               |       |                                                            |
| Naučná stezka hrabovského rodáka, básníka a spisovatele Viléma Závady | Ostrava (Hrabová)                                                            | 2017     | 11           | 15              |       |                                                            |
| Naučná stezka Lesní park Klimkovice                                   | Klimkovice, Čavisov                                                          | 2011     | 2            | 8               |       |                                                            |
| Naučná stezka Národní přírodní památka Landek                         | Ostrava (Petřkovice, Koblov)                                                 | 2011     | 5,5          | 14+1            |       |                                                            |
| Naučná stezka Okolo Poodří                                            | Okres Nový Jičín, okres Ostrava-město                                        | 1999     | 40           | 8               |       |                                                            |
| Naučná stezka pro nejmenší Zbyslavice                                 | Zbyslavice                                                                   | 2016     | 1,5          | 5               |       |                                                            |
| Naučná stezka Proskovice                                              | Okres Nový Jičín, okres Ostrava-město                                        |          | 9            | 12              |       |                                                            |
| Naučná stezka Přírodní památka Turkov                                 | Ostrava (Třebovice, Martinov, Poruba)                                        | 2009     | 0,5          | 4               |       |                                                            |
| Naučná stezka Přírodní rezervace Štěpán                               | Ostrava (Děhylov, Martinov)                                                  | 2009     | 2            | 10              |       |                                                            |
| Naučná stezka Rezavka                                                 | Svinov                                                                       | 2009     | 6            | 10              |       |                                                            |
| Naučná stezka Slezská Ostrava                                         | Slezská Ostrava                                                              | 2012     | 6,5          | 12              |       |                                                            |
| Naučná stezka stromů Zbyslavice                                       | Zbyslavice                                                                   | 2016     | 2            | 9               |       |                                                            |
| Naučná stezka Zbyslavice – Dolní louky                                | Zbyslavice                                                                   | 2016     | 1            | 12              |       |                                                            |
| Naučné stezky v Zoo Ostrava                                           | Slezská Ostrava                                                              | 2007     | do 1 (každá) |                 |       | 4 naučné stezky                                            |
| Naučná Včelí stezka                                                   | Horní Lhota                                                                  | 2020     | 0,6          | 16              |       |                                                            |
| Ostravské procházky                                                   | Ostrava (Hošťálkovice, Hrabová, Lhotka, Nová Bělá, Plesná, Poruba, Putkovec) | 2013     | 3 až 11,8    |                 |       | 6 naučných stezek                                          |
| Permoníkova naučná stezka                                             | Ostrava (Michálkovice, Slezská Ostrava)                                      | 2018     | 4,2          | 8               |       |                                                            |
| Přírodovědná naučná stezka Landek                                     | Ostrava (Petřkovice)                                                         | 1976     | asi 4        | asi 9           |       |                                                            |
| Sluneční stezka Porubou                                               | Ostrava (Poruba, Putkovec)                                                   | 2018     |              | 6               |       |                                                            |
| Střípky Šalamouna                                                     | Moravská Ostrava                                                             | 2019     |              | 9               |       |                                                            |
| Šenovská naučná stezka - Malý okruh                                   | Šenov                                                                        | 2004     | 1,5          | 6               |       |                                                            |
| Šenovská naučná stezka - Velký okruh                                  | Šenov                                                                        | 2004     | 10           | 7               |       |                                                            |